# Le Verguier
Le Verguier é uma comuna francesa na região administrativa de Altos da França, no departamento de Aisne. Estende-se por uma área de 4,28 km². Em 2010 a comuna tinha 222 habitantes (densidade: 51,9 hab./km²).